# Nó corrediço

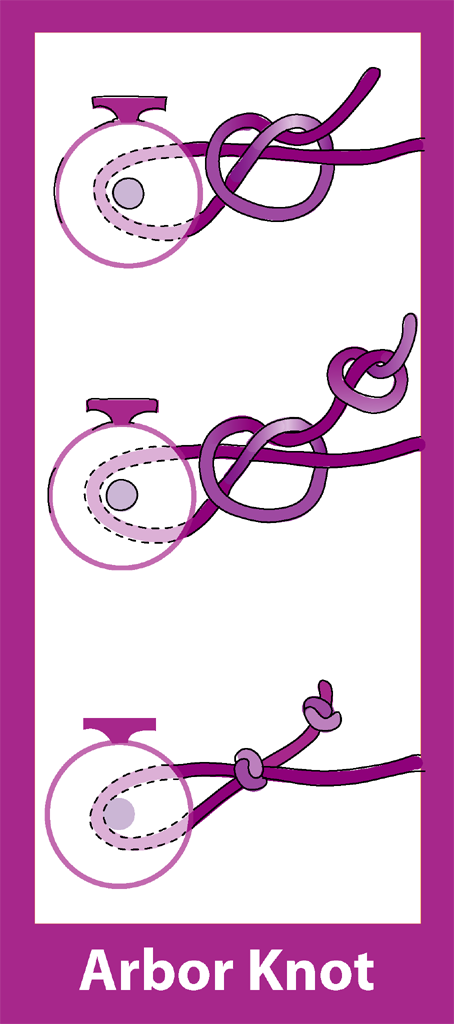
Laço com nó de botão na ponta do chicote para evitar que se desfaça.

Laço simples ou nó de correr é um nó corrediço de simples feitio , serve para unir com rapidez um cabo a uma viga ou mastro. Pouco seguro, é recomendável que se faça um nó na ponta do chicote, como o nó botão, para que não se desfaça.